# Layer Road
Layer Road – nieistniejący już stadion piłkarski, położony w mieście Colchester, w Anglii. Oddany został do użytku w 1909 roku. Od tego czasu swoje mecze na tym obiekcie rozgrywa zespół Colchester United F.C. Jego pojemność wynosiła 6340 miejsc. Rekordową frekwencję, wynoszącą 19 072 osób, odnotowano w 1948 podczas meczu pucharowego pomiędzy Colchester United a Reading F.C. W latach 2007–2008 wybudowano Weston Homes Community Stadium, który zastąpił Layer Road. Ostatni mecz na stadionie odbył się 26 kwietnia 2008 roku (porażka Colchesteru 0:1 ze Stoke City F.C.). 17 lipca tego samego roku obiekt definitywnie zamknięto, po czym został wyburzony.